# بنیاد وب جهان‌گستر
بنیاد وب جهان‌گستر که به بنیاد وب نیز شناخته می‌شود یک سازمان ناسودبر بین‌المللی است که برای دسترسی آزاد و باز به وب جهان‌گستر برای همه مردم، کنش می‌کند.
این سازمان را تیم برنرز لی، نوآور وب جهان‌گستر پایه‌گذاری کرده است. این سازمان در سپتامبر ۲۰۰۸ در واشینگتن، دی.سی. اعلام موجودیت کرد و در نوامبر ۲۰۰۹ در انجمن مدیریت اینترنت آغاز به کار کرد.
این سازمان بر افزایش دسترسی جهانیان به وب جهان‌گستر، تمرکز می‌کند و همزمان، از ایمنی و توانمندسازی وب، به عنوان ابزاری که مردم می‌توانند از آن برای بهبود و آزادی زندگی خود از آن استفاده کنند اطمینان حاصل می‌کند. یکی از اعضای پیشین هیئت مدیره آن، نخست‌وزیر بریتانیا گوردون براون بوده است.
این سازمان، ارتباطی با بنیاد وب باز ندارد.

## ماموریت
ماموریت بنیاد وب جهان‌گستر، پیشرفت وب باز به عنوان خیر همگانی و حق اساسی است. این بنیاد به دنبال برابری دیجیتال است - جهانی که هر کسی حق و فرصت برابر برخط دارد.
در نامه سرگشاده‌ای که در مارس ۲۰۱۸ منتشر شد پایه‌گذار بنیاد وب، تیم برنرز لی برای کمک به وصل کردن ٪۵۰ مردم زمین که به اینترنت دسترسی ندارند و اطمینان دادن به آنها بر اینکه وب، ارزش وصل شدن را دارد، فراخوان داد.

## سازمان
ستاد این سازمان در واشینگتن، دی.سی. است و با ۷۰ کشور، شامل کار با سازمان‌های شریک، همکاری می‌کند. تیم ۳۰ نفره کارمندان آن در سه قطب جاکارتا، لندن، و واشینگتن، دی.سی. کار می‌کنند.
این سازمان همچنین میزبان سازمان اتحاد برای اینترنت مقرون‌به‌صرفه است. سازمان اتحاد برای اینترنت مقرون‌به‌صرفه، ائتلافی از سازمان‌ها است که برای کاهش هزینه پهن‌باند و افزایش دسترسی به اینترنت، همکاری می‌کنند.

## پژوهش
بنیاد وب جهان‌گستر شماری محصولات پژوهشی تولید می‌کند که Open Data Barometer، گزارش قابلیت دسترسی، و نمایه وب و دیگر گزارش‌ها و پژوهش‌ها را در بر می‌گیرد.

## کارزار
در نوامبر ۲۰۱۸ پایه‌گذار بنیاد وب جهان‌گستر، تیم برنرز لی در همایش فنی نشست سران وب در لیسبون پرتغال، کارزار #ForTheWeb را آغاز کرد. این کارزار، حکومت‌ها، شرکت‌های، و شهروندان می‌خواهد با امضای "قراردادی برای وب" را به تعهد خود را به دفاع از وب آزاد و باز، بیان کنند.
قراردادی برای وب، به عنوان گروهی از اصول اولیه برتر منتشر شد که در سال ۲۰۱۹ (میلادی) به شکل یک قرارداد کامل منتشر شد. کشورهایی چون آلمان، و فرانسه، و شرکت‌هایی چون گوگل، فیس‌بوک، و کلودفلر و همچنین سازمان‌های جامعه مدنی، پشتیبانی خود را از این اصول، اعلام کردند.